# Jonathan Cafú
Jonathan Renato Barbosa, znany jako Jonathan Cafú (ur. 10 lipca 1991 w Piracicabie)  – brazylijski piłkarz grający na pozycji napastnika w brazylijskim klubie SC Corinthians Paulista. Posiada także obywatelstwo bułgarskie.

## Kariera piłkarska
Jako młodzieniec dołączył do Rio Claro FC, z którym w 2010 wystąpił podczas pucharu stanu São Paulo w kategorii juniorów. Był zawodnikiem w takich klubach jak Desportivo Brasil, Boavista SC, XV de Novembro Piracicaba, Capivariano, AA Ponte Preta, São Paulo FC (kwota odstępnego 850 tys. euro), Łudogorec Razgrad (kwota odstępnego 2,20 mln euro; Pyrwa profesionałna futbołna liga, Bułgaria), Girondins Bordeaux (kwota odstępnego 7,50 mln euro; Ligue 1, Francja), FK Crvena zvezda (wypożyczony za 700 tys. euro; Super liga Srbije, Serbia) i Al-Hazem F.C. (Prince Mohammad bin Salman League, Arabia Saudyjska).
9 listopada 2020 podpisał kontrakt z brazylijskim klubem SC Corinthians Paulista (Campeonato Brasileiro Série A), umowa do 31 grudnia 2023.

## Sukcesy

### Klubowe
AA Ponte Preta
- Zdobywca drugiego miejsca w Campeonato Brasileiro Série B: 2014[9]

Łudogorec Razgrad
- Zwycięzca Pyrwa profesionałna futbołna liga: 2015/2016, 2016/2017[9]
- Zdobywca drugiego miejsca w Pucharze Bułgarii: 2016/2017[9]
- Zdobywca drugiego miejsca w Superpucharze Bułgarii: 2015/2016[9]

Crvena zvezda
- Zwycięzca Super liga Srbije: 2018/2019[9]
- Zdobywca drugiego miejsca w Pucharze Serbii: 2018/2019[9]

### Indywidualne
- Najlepszy zagraniczny zawodnik w Pyrwa profesionałna futbołna liga: 2016[10]